# Les Vitelloni
Pour plus de détails, voir Fiche technique et Distribution.
Les Vitelloni (I vitelloni) est une comédie dramatique franco-italienne co-écrite et réalisée par Federico Fellini, sortie en 1953.
Le film reçoit le Lion d'argent à la Mostra de Venise 1953.

## Synopsis
Cinq jeunes gens, sans emploi, vivant dans une petite ville balnéaire, qui n'est active que durant le carnaval et les vacances, sont mal vus par la population locale.

## Fiche technique
- Titre original : I Vitelloni
- Titre francophone : Les Vitelloni ou Les Inutiles
- Réalisation : Federico Fellini
- Scénario : Federico Fellini, Tullio Pinelli et Ennio Flaiano
- Décors : Mario Chiari
- Costumes : Margherita Marinari
- Photographie : Carlo Carlini, Otello Martelli, Luciano Trasatti (it)
- Montage : Rolando Benedetti (en)
- Musique : Nino Rota
- Production : Lorenzo Pegoraro (it)
- Sociétés de production : PEG Film, Cité-Films
- Société de distribution : RKO Pictures
- Pays de production :  France,  Italie
- Langue originale : italien
- Format : noir et blanc — 35 mm — 1,37:1 — Mono
- Genre : Comédie dramatique
- Durée : 103 minutes
- Dates de sortie : 
  - Italie : 26 août 1953 (Biennale de Venise)
  - France : 23 avril 1954 (sortie nationale)
- Affiche : Giuliano Nistri (Italie)

## Distribution
- Franco Interlenghi : Moraldo
- Franco Fabrizi : Fausto
- Alberto Sordi : Alberto
- Leopoldo Trieste : Leopoldo
- Riccardo Fellini : Riccardo
- Leonora Ruffo : Sandra, la sœur de Moraldo
- Jean Brochard : le père de Fausto
- Enrico Viarisio : le père de Moraldo et Sandra
- Paola Borboni : la mère de Moraldo et Sandra
- Claude Farell : Olga, la sœur d'Alberto
- Gigetta Morano : la mère d'Alberto
- Carlo Romano : Michele, le marchand d'articles de piété
- Lída Baarová : Giulia, la marchande d'articles de piété
- Arlette Sauvage : l'inconnue du cinéma
- Vira Silenti : Gisella, la fille déguisée en chinoise
- Achille Majeroni (it) : Sergio Natali, l'acteur
- Maja Nipora : Caterina, la danseuse
- Guido Martufi (it) : Guido, le livreur de la gare
- Lilia Landi : elle-même, membre du jury du concours "Miss Sirène" (non créditée)

## Distinctions

### Récompenses
- Mostra de Venise 1953 :
  - Lion d'argent
  - prix de la meilleure régie pour Federico Fellini
  - prix du meilleur second-rôle pour Alberto Sordi
- Étoile de Cristal 1955 :
  - prix international
  - prix de la meilleure actrice étrangère pour Leonora Ruffo
  - prix du meilleur acteur étranger » pour Franco Fabrizi